# Dubrovniks stadsvapen
Dubrovniks stadsvapen (kroatiska: Grb grada Dubrovnika) är den kroatiska staden Dubrovniks heraldiska vapen och en av dess symboler. Stadsvapnet har sitt ursprung i den forna republiken Dubrovniks historiska statsvapen vars färger kommer från Árpáddynastins vapen. Republiken Dubrovniks statsvapen förekommer idag i en stiliserad blå-röd-randig variant i det kroatiska statsvapnets krona.

## Beskrivning
Stadsvapnet har formen av ett upp och nervänt päron med åtta horisontella ränder i omväxlande rött och silver (vitt). Den första randen nerifrån är silver (vit), den översta röd. Bakom vapnets vänstra hörn sticker toppen på en spira fram och på den motsvarande högra sidan en svärdsspets. Spiran och svärdet korsar varandra bakom vapnet. I det nedre vänstra hörnet syns svärdsgreppet och på den motsvarande högra sidan spirans grepp. 
Vapnet kröns av en kunglig krona i guld som i den nedre delen har tre vita pärlor och fyra ädelstenar i blått. Ovanför dessa finns en kant med sju uddar. Den mittersta uddens topp har tre vita pärlor medan de övriga sex uddarna har en vit pärla vardera. Den övre delen av kronan har stiliserade rankor som snirklar sig upp mot toppen som avslutas med ett latinskt kors.
Hela vapnet omges av stiliserade akantusblad i guld som i den nedersta delen avslutas med ett treklöver. Tomrummet mellan akantusbladen och vapnet är mörkblått.

## Historik

Árpáddynastins vapen som kom att ligga till grund för Dubrovniks vapen.

Under den bysantinska administrationen av Dubrovnik som med avbrott varade fram till 1252 förekom inte bruket av heraldiska symboler. Istället användes kejserliga bysantinska flaggor. 1205-1358 lydde Dubrovnik under republiken Venedig. Under den venetianska administrationen användes Sankt Markuslejonet som officiell symbol. 
Vid freden i Zadar avstod venetianarna till förmån för Ludvig I från sina anspråk och besittningar vid den östra adriatiska kusten. Fredsfördraget blev början till Dubrovniks frigörelse som självständig maritim stat även om den skulle förbli en vasallstat till Ungern fram till 1526. I ett separat fördrag (Višegradstraktatet) med Ludvig I åtog sig Dubrovnik att anamma och använda hans flagga eller vapen som innehöll huset Árpáds färger: röda och vita ränder. 
I Dubrovnik blev vapenskölden med de röda och vita ränderna med tiden allmänt accepterad som en symbol för republiken och den skulle komma att användas även efter det att Dubrovnik frigjort sig helt från ungerskt inflytande. Även om den tidigare setts som en symbol för underkastelse till den ungerska kungen kom vapnet framöver att symbolisera Dubrovniks suveränitet.

## Varianter

Röd-blå variant av Dubrovniks stadsvapen så som det framträder i det kroatiska statsvapnets krona.

Dubrovniks stadsvapen har ränder i silver (vitt) och rött men det finns historiska dokument där vapnet är avbildat med andra färger, företrädandevis med röda och blå ränder. Det är allmänt vedertaget bland historiker att dessa färgvarianter är författarnas eller tecknarnas personliga tolkning. Den röd-blå varianten började framträda under 1700-talet och det är den varianten som förekommer i det kroatiska statsvapnets krona. Av stilistiska skäl är vapnet där avbildat med två röda ränder mot mörkblå bakgrund.   

## Fotnoter
1. ↑  Richard Frucht, "Eastern Europe: An Introduction to the People, Lands, and Culture" (ISBN 1576078000), s. 419
2. 1 2 3 4 5 6  ”Službeni glasnik grada Dubrovnika (Staden Dubrovniks officiella tidning)” (på kroatiska) ( PDF). Staden Dubrovniks statut, § 5. Dubrovniks stad. 2 april 2013 juli. Arkiverad från originalet den 4 december 2014. https://web.archive.org/web/20141204120252/https://www.dubrovnik.hr/data/1370440381_308_m.pdf. Läst 26 november 2014.
3. ↑  Milan Rešetar, "Dubrovačka numizmatika", s. 619
4. 1 2  Dubrovacki.hr Arkiverad 4 december 2014 hämtat från the Wayback Machine. (kroatiska)
5. ↑  Zdenka Janeković-Römer, "Okvir slobode" (ISBN 953-154-369-0), s. 364
6. ↑  Frane Čizmić, "Državni grb Dubrovačke Republike", s. 22